# Ашхабадский велотрек
Ашхабадский велотрек (туркм. Welotrek sport toplumy) — спортивное сооружение в Ашхабаде, расположен в Олимпийском городке. Построен к Азиатским играм по боевым искусствам и состязаниям 2017. На этом объекте будут проведены соревнования в рамках чемпионата мира по велотрековым гонкам в 2021 году.

## История
Велотрек начали строить в 2012 году и завершили к 2014. Архитектором является турецкая компания Polimeks, а сам объект планировалось построить к Азиатским играм по боевым искусствам и состязаниям в помещениях 2017. До строительства дизайн сооружения менялся, в частности, дорожки были опущены ниже уровня входа ради лучшей видимости. В состав велотрека также входят офисы национальной федерации велоспорта Туркменистана. Помимо этого в здании есть спортивный музей и магазин.
Велотрек имеет стандартную длину 250 метров и ширину 7,1 метра. На сооружение полотна использовались материалы из Финляндии. Общая площадь пятиэтажного здания 61 000 м². Трибуны рассчитаны на 6 тысяч человек, имеются VIP и CIP-лоджии и сектор для прессы. В числе объектов инфраструктуры: массажная комната для спортсменов, сауна, ресторан на 48 мест, 9 кафе на 447 мест и 13 столовых.
В рамках Азиатских игр по боевым искусствам и состязаниям 2017 на велотреке соревнования проходили с 18 по 22 сентября.
В конце 2018 года стало известно, что Ашхабад примет чемпионат мира по велосипедному спорту на треке в 2021 году, а велотрек станет основным объектом соревнований.

## Признание
Президент международной федерации велоспорта Давид Лаппартьен назвал ашхабадский велотрек «одним из самых красивых в мире» и отметил, что именно благодаря этому сооружению было решено предоставить Туркменистану право проведения чемпионата мира по велоспорту на треке в 2021 году.